# Spagat

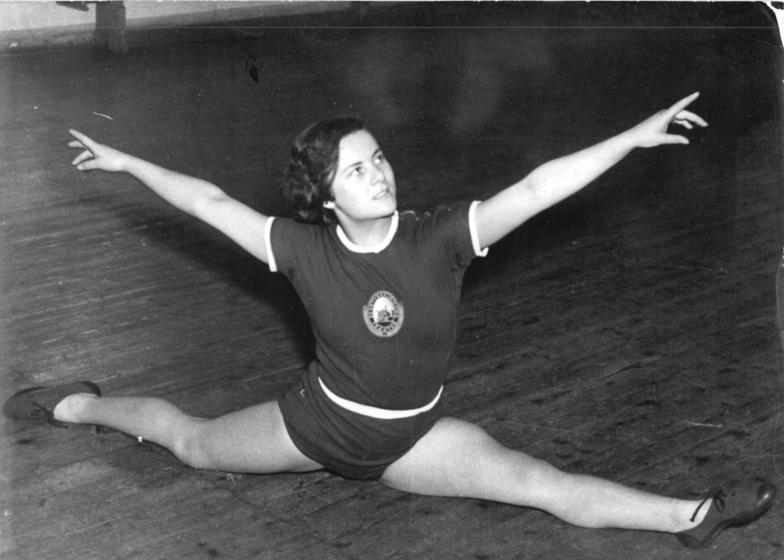
En spagat

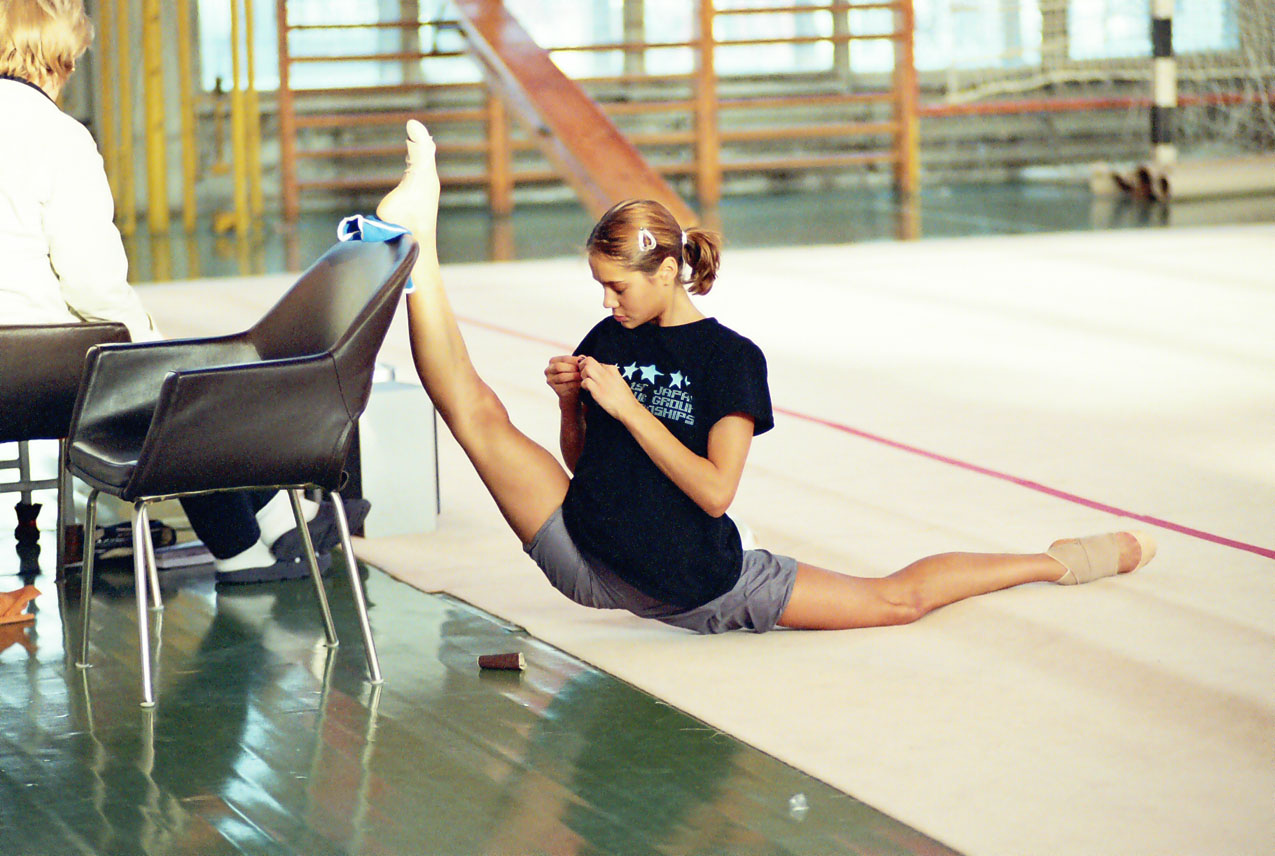
En överspagat

Spagat är en sittande position som används i till exempel dans och gymnastik där ena benet är rakt fram och det andra rakt bakåt.
Positionen kräver vighet och det fås genom att tänja musklerna genom stretchning.
Vid ställningen spagat vilar benen mot underlaget med båda benen i rät vinkel mot överkroppen..

## Överspagat
Överspagat är när en spagat överstiger 180 grader. Till exempel kan det främre benet läggas upp på en stol.

## Sidvärtes spagat

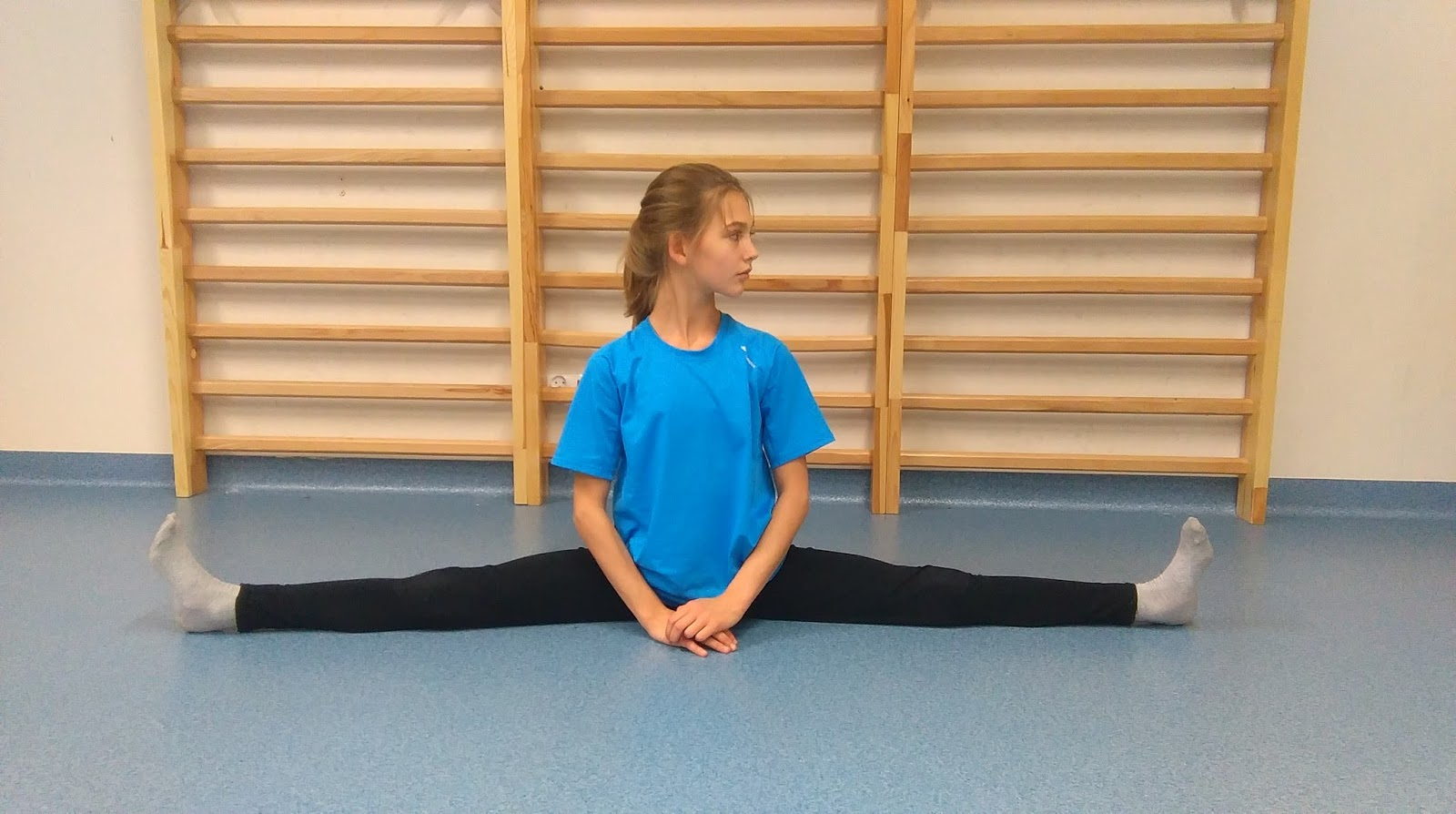
Split

Sidvärtes spagat, eller split, är motsvarande sittande position där benen är åt höger respektive vänster.